# Бэтмен: Смерть в семье
«Бэтмен: Смерть в семье» (англ. Batman: Death in the Family) — американский анимационный интерактивный короткометражный фильм студии Warner Bros. Animation, основанный на одноимённом комиксе Batman: A Death in the Family и продолжающий мультфильм «Бэтмен: Под красным колпаком». Был выпущен на Blu-ray и DVD 13 октября 2020 года.
Фильм является частью Витрины DC.

## Формат
Это интерактивный мультфильм. Когда предоставляется точка выбора, у зрителя есть десять секунд, чтобы сделать выбор, или за него будет принято решение по умолчанию. Существует 7 альтернативных концовок мультфильма.

## Сюжет
Бэтмен считает, что Джейсон Тодд стал слишком жестоким в борьбе с преступностью, и отстранил его от роли Робина. Обиженный Джейсон уходит от Бэтмена и покидает Готэм-Сити. В итоге они воссоединяются в Боснии, чтобы сразиться с Ра’с аль Гулом и Джокером, которые работают вместе и желают украсть достаточное количество урана для создания радиоактивных грязных бомб. Пока Бэтмен останавливает людей Ра’с аль Гула от переправы урана через границу, Джокер ловит Робина, жестоко избивает его ломом и оставляет умирать на складе со взрывчаткой.

### Робин умирает
Бэтмен не успевает прибыть на склад до взрыва, и Джейсон погибает. События из мультфильма «Бэтмен: Под красным колпаком» разворачиваются естественным образом. Ра’с аль Гул чувствует вину за смерть Джейсона и воскрешает его в Яме Лазаря. Но из-за побочного эффекта тот сходит с ума. Джейсон становится Красным Колпаком и ведёт ожесточённую борьбу с преступностью. Он вынуждает Чёрную Маску пойти на сделку с Джокером и освободить его из лечебницы Аркхем. На свободе Джокер связывает Чёрную Маску и его головорезов, запирает в грузовике и собирается поджечь. Это привлекло внимание Красного Колпака, он прибыл на мост и похитил Джокера. Бэтмен отправляется за ним. Джейсон заставляет Бэтмена выбирать: убить Джокера самому или спасти его, убив при этом Джейсона. Бэтмен нашёл способ выйти из ситуации, не убив никого, тогда Джейсон взрывает дом, в котором они были, и бесследно исчезает. Всё это Брюс рассказывает Кларку Кенту в закусочной. Супермен хвалит Бэтмена, что тот борется со своими внутренними демонами и делится с другом, а также предлагает помощь в поисках Джейсона.

### Робин выживает
Бэтмен не успевает прибыть на склад до взрыва, но Джейсон выживает. Однако он тяжело ранен, а его лицо забинтовано. Джейсон винит Брюса в случившемся и сбегает из семьи. Он становится Хашем и расправляется с такими злодеями как Чита, Риддлер, Чёрная Маска. Однажды на крыше, к нему приходит Талия аль Гул. Она просит воспитать её сына от Бэтмена, маленького Дэмиена, взамен обещав помочь найти и убить Джокера. Джейсон соглашается, тайно планируя настроить ребёнка против его биологических родителей.

### Бэтмен спасает Робина
При этом варианте развития событий зрителю предоставляются несколько концовок. Бэтмен прибывает на склад до взрыва и спасает Робина, но взрыв смертельно ранит его самого. Перед смертью он просит Джейсона быть сильным и не пытаться убить Джокера и других преступников. Брюса хоронят на могиле рядом с его родителями, а Дик Грейсон (Найтвинг) становится новым Бэтменом.

#### Робин ловит Джокера
Джейсон старается придерживаться обещания, которое дал Бэтмену. Он продолжает борьбу с преступностью в образе Красного Колпака, чтобы привлечь внимание Джокера. Когда это удаётся, они сражаются на мосту. Джейсон побеждает. Однако Джокер открывает ему глаза и говорит, что Джейсон убивал преступников на своём пути, подавляя воспоминания об этом. Он гордится, что на складе «перевоспитал» Джейсона и называет себя его отцом. У Робина есть выбор: убить Джокера или оставить его в живых.
В независимости от выбора, Джейсона будут преследовать полиция и Дик. Однажды вечером к нему на крышу «Wayne Industries» приходит Талия аль Гул. Она воскресила Бэтмена в Яме Лазаря, но тот сошёл с ума и бормочет «Зур эн Арр». Талия предлагает Джейсону вступить в Лигу Ассасинов, но он отказывается и собирается сразиться с Бэтменом. Снова предстоит выбор:
- «Битва насмерть» — Джейсон не признаёт такого Бэтмена и смертельно ранит его ножом, тогда тот активирует взрывчатку на крыше, и все трое погибают.
- «Битва за жизнь» — Джейсон хочет помочь Бэтмену. Он обезвреживает его и вместе они спасаются от Талии. Вскоре Джейсона и Бэтмена подбирает Дик и доставляет домой. Барбара Гордон становится Оракулом, а Джейсон берёт паузу в работе, чтобы исцелить дух и тело. Брюса запирают в пещере, пока не найдут способ вылечить его от побочных эффектов Ямы Лазаря.

#### Робин убивает Джокера
Джейсон приходит в закусочную и встречает там Джокера, пытающегося начать новую жизнь в облике простого человека. Сначала они оба не узнают друг друга, но потом Джокер рассказывает Джейсону шутку, которую когда-то рассказывал Бэтмену в прошлом. Джейсон берёт нож, лежащий на столе, и со словами «Не забудь передать привет» (отсылка к последним словам Джокера, когда тот оставил Джейсона умирать в Боснии) убивает Джокера. Появляются полицейские и берут Джейсона на прицел. У него есть выбор:
- Он сдаётся, и ему дают пожизненное заключение. В тюрьме ему дают кличку Jailbird (сленг. «зэк», досл. «тюремная птаха»; отсылка к его изначальному птичьему альтер эго Robin — «малиновка»), чтобы вершить там своё правосудие.
- Он избегает ареста и становится анти-героем Красным Робином[англ.]. Джейсон начинает убивать преступников. Однажды, он сражается против Двуликого в торговом центре. Второй побеждает и подбрасывает монету, чтобы решить судьбу:
  - Если выпадает плохая сторона монеты, то Двуликий решит не убивать Красного Робина, а оставить его жить с тем, что тот натворил.
  - Если выпадает хорошая сторона монеты, то Двуликий решит убить Джейсона, но не успеет этого сделать, так как сзади его оглушит электрошокером молодой Тим Дрейк. Мальчик просит Джейсона не убивать Двуликого и напоминает ему о словах Бэтмена. Джейсон меняется в лучшую сторону, возвращается в семью и приводит туда Тима в качестве Бэт-мальчика.

## Роли озвучивали
- Брюс Гринвуд — Брюс Уэйн / Бэтмен
- Винсент Мартелла — Джейсон Тодд / Робин / Красный колпак / Хаш
- Джон Ди Маджо — Джокер, Томас Уэйн
- Зера Фазал — Талия аль Гул, репортёр
- Кимберли Брукс — полицейский / репортёр
- Ник Карсон — Брюс Уэйн (в юности), Тим Дрейк
- Гэри Коул — Джеймс Гордон, Двуликий
- Кит Фергюсон — гангстер
- Нолан Норт — Супермен, полицейский

## Производство
В 2016 году Марк Хэмилл и Кевин Конрой на Fan Expo рассказали о чём будут следующие проекты DC Comics.
29 июля 2020 года был выпущен официальный трейлер мультфильма.
13 октября 2020 года он был выпущен на Blu-ray и DVD.

## Отзывы
На сайте-агрегаторе рецензий Rotten Tomatoes мультфильм имеет рейтинг 75 % со средней оценкой 6,50 из 10 на основе 8 отзывов.
Джесси Шедин из IGN, подводя вердикт в своей рецензии, отметил, что «вместо того, чтобы просто перефразировать знакомую историю и показать приквел „Под красным колпаком“, о котором никто не просил, этот фильм Витрины DC чтит дух исходного материала, давая зрителям возможность самому диктовать ход истории Джейсона Тодда». Он также добавил, что «это новый подход, который даёт „Смерти в семье“ больше ценности, чем большинство других». Из минусов Джесси отметил, что «в конечном итоге фильм разочаровывает из-за его небольшого масштаба и того факта, что так много возможных сюжетных линий приводят Джейсона к похожим концовкам».
Рафаэль Мотамайор из Polygon написал, что «фильм достаточно хорошо справляется с предоставлением альтернативных версий сюжетной линии „Под красным колпаком“, которые расширяют мифы о Бэтмене и обогащают персонажа Джейсона Тодда». Он также добавил, что «в конечном счёте, по иронии судьбы, фильм „Смерть в семье“ является аргументом против воскрешения мёртвых персонажей и историй DC».
Брайан Лоури из CNN написал в своём отзыве про мультфильм, что «это забавный, изобретательный и довольно умный способ убить время долгой тёмной ночью».